# Torneo de Ostrava
El J&T Banka Ostrava Open es un torneo de tenis profesional de mujeres jugado en cancha dura bajo techo en Ostrava, República Checa en el Ostravar Aréna.  El evento forma parte de la categoría WTA Premier. Su organización se debe principalmente a la cancelación de varios torneos durante la temporada 2020, debido a la pandemia de COVID-19.

## Resultados

### Individual
| Año  | Campeona           | Finalista         | Marcador         |
| ---- | ------------------ | ----------------- | ---------------- |
| 2020 | Aryna Sabalenka    | Victoria Azarenka | 6-2, 6-2         |
| 2021 | Anett Kontaveit    | María Sákkari     | 6-2, 7-5         |
| 2022 | Barbora Krejčiková | Iga Świątek       | 5-7, 7-6(4), 6-3 |

### Dobles
| Año  | Campeones                     | Finalistas                       | Marcador |
| ---- | ----------------------------- | -------------------------------- | -------- |
| 2020 | Elise Mertens Aryna Sabalenka | Gabriela Dabrowski Luisa Stefani | 6-1, 6-3 |
| 2021 | Sania Mirza Shuai Zhang       | Kaitlyn Christian Erin Routliffe | 6-3, 6-2 |
| 2022 | Caty McNally Alycia Parks     | Alicja Rosolska Erin Routliffe   | 6-3, 6-2 |